# Egbert Verbeek
Egbert Verbeek (* 12. Oktober 1953 in Bad Honnef) ist ein deutscher Maler, Grafiker und Bildhauer. Seine oft architekturbezogene Malerei bewegt sich ähnlich wie das gegenstandsnahe plastische Werk zwischen Tradition und Innovation.

## Leben
Egbert Verbeek wurde als fünfter Sohn der Schriftstellerin Helma Cardauns und des Kunsthistorikers Albert Verbeek geboren. Im Anschluss an sein Abitur entstand 1974/75 noch während des Zivildienstes für das Newman-Haus in Bonn ein großes Wandbild, das sich heute in der Krypta der katholischen Hochschulgemeinde in Köln befindet. Sein Physik-, Germanistik- und Philosophiestudium an der Universität Bonn brach er ab, um sich ganz der künstlerischen Ausbildung zu widmen. Egbert Verbeek erhielt 1978 ein einjähriges Kunststipendium der katholischen Akademie Stapelfeld, im Zuge dessen ein mehrteiliges Altarbild entstand. 1982 erhielt er ein Stipendium der Stiftung Kunstfonds. 1987 ermöglichte ihm ein privates Stipendium einen mehrmonatigen Aufenthalt in Paris. 1993 war er Gastkünstler der Villa Romana in Florenz. Seit 2015 ist Egbert Verbeek Mitglied der Jury des Artist in Residence-Stipendiums der katholischen Akademie Schwerte. Er lebt und arbeitet in Bonn.

## Werke im öffentlichen Raum (Auswahl)

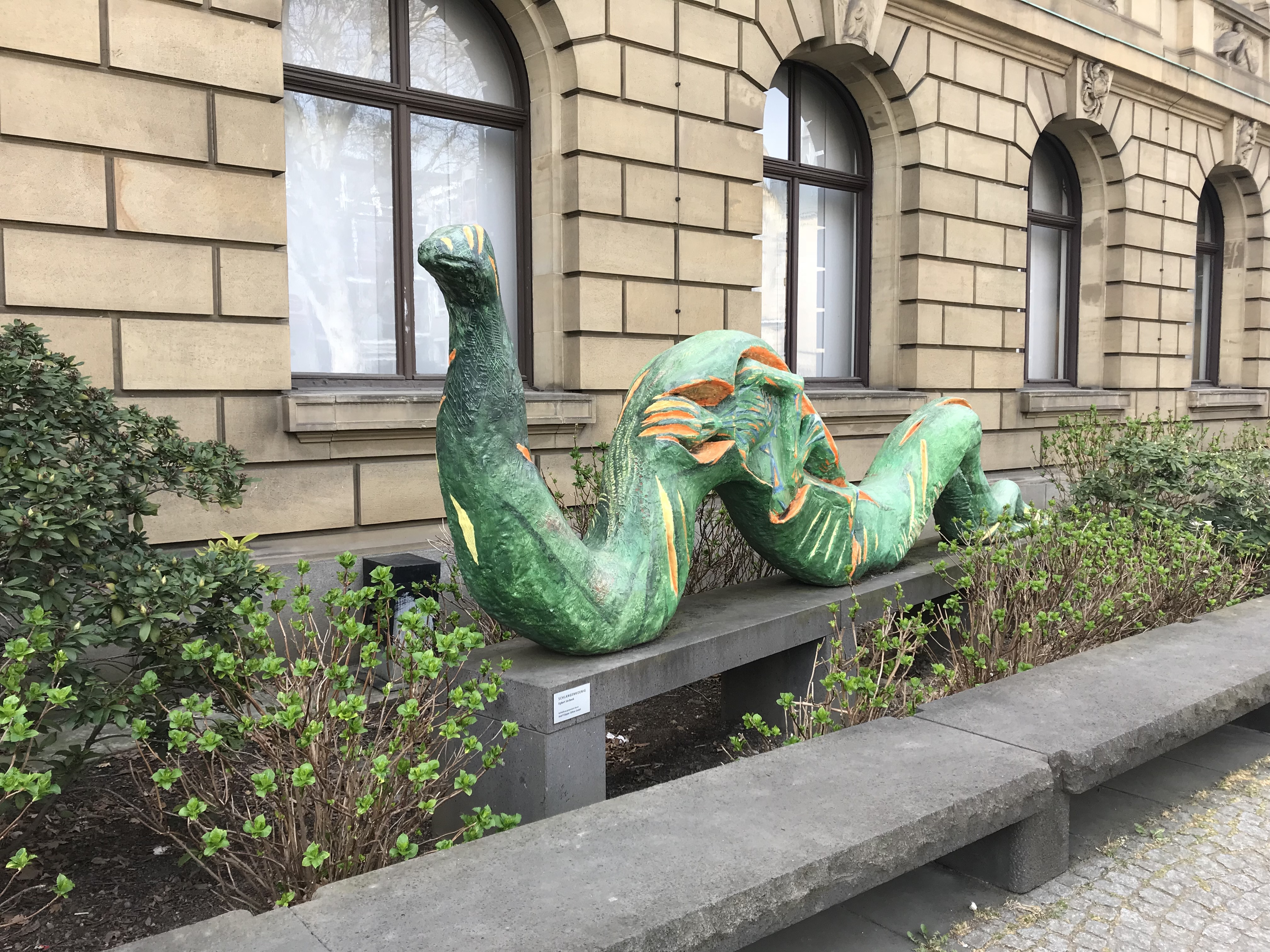
Skulptur Schlangenkoenig von Egbert Verbeek vor dem Zoologischen Forschungsmuseum Alexander Koenig in Bonn.

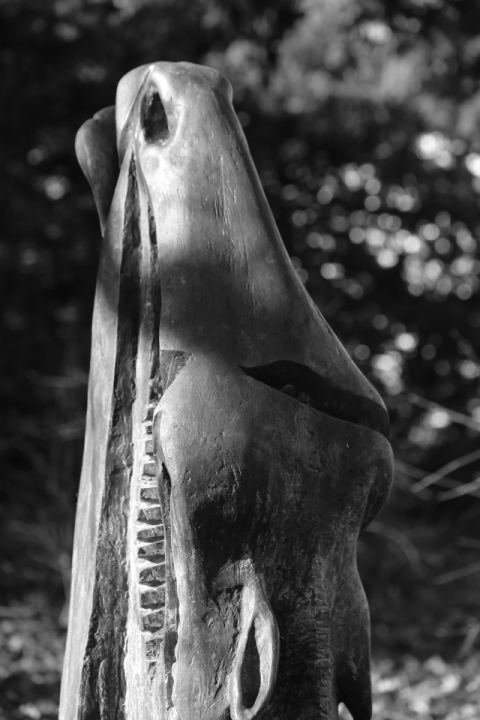
Trojaner (Bronze) von Egbert Verbeek im Park des Universitätsclubs Bonn.

- 2020: Trojaner, Bronze (1,80 m), Universitätsclub Bonn, Bonn[6]
- 2016/17: Erinnerungsgarten der Ursulinen, Kalksandstein Stelen/Bronze, Klosterfriedhof der Ursulinen, Bornheim-Hersel[7]
- 2011: Von Galen und die Flugblätter, Bronze, Domplatte an der Propsteikirche St. Urbanus, Gelsenkirchen-Buer[8]
- 2009: Schlangenkoenig, Skulptur aus Fiberglas, Zoologisches Forschungsmuseum Alexander Koenig, Bonn[9]
- 2009: Auf-Bruch, Bronze, 1. Preis, St. Antonius-Stift, Emstek[10]
- 2000: Mantelkind, Bronze, 1. Preis, Liebfrauenschule, Cloppenburg[11]
- 1998: Papst-Johannes XXIII., Bronze, Schule Johannes XXIII., Pulheim-Stommeln[12]
- 1997–2000: Flügel für einen Antwerpener Schnitzaltar, Malerei, St. Philippus und Jakobus, Jülich-Güsten
- 1994: Chorfenster, Glasmalerei, St. Brictius, Euskirchen-Euenheim
- 1992: Albertus Magnus, Bronze, 1. Preis, Collegium Albertinum, Bonn
- 1988: Stapelfelder Kreuzweg, Bronze und Granit, Katholische Akademie Stapelfeld, Cloppenburg-Stapelfeld[13]
- 1986–1997: Orgel, Malerei, St. Anna, Hellenthal
- 1981: Kruzifix, Bronze, St. Matthias, Bergneustadt-Hackenberg
- 1975: Triptychon, Malerei, Katholische Hochschulgemeinde Köln

## Werke im öffentlichen Besitz (Auswahl)
- 2017: Katholisch-Soziales Institut, Michaelsberg, Siegburg, Glaswand
- 1992: Rheinisches Landesmuseum Bonn
- 1989: Kunstsammlung Deutscher Bundestag
- 1989: Kreis Cloppenburg
- 1989: Stadt Wesseling
- 1984: Leopold-Hoesch-Museum, Düren
- 1981: Erftkreis, Hürth
- 1980: Dorothea-von-Stetten-Sammlung, Kunstmuseum Bonn

## Ausstellungen (Auswahl)
- 2020: Universitätsclub Bonn, Bonn[14][15]
- 2019: Wasserforum Köln, Köln[16]
- 2018: Städtische Galerie, Wesseling[17]
- 2016: Katholische Akademie Stapelfeld, Cloppenburg
- 2014: Kunstkreis Cloppenburg, Cloppenburg
- 2014: Zoologisches Forschungsmuseum Alexander Koenig, Bonn[18]
- 2011: Vertretung des Landes Nordrhein-Westfalen bei der Europäischen Union, Brüssel
- 2011: Katholische Akademie Schwerte
- 2000: Galerie Walter Ehrler, Frankfurt am Main
- 1997: Leopold-Hoesch-Museum, Düren
- 1993: Stadtmuseum Siegburg, Siegburg
- 1992: Galerie Frye & Sohn, Münster
- 1985: Mittelrhein-Museum, Koblenz
- 1984: Museum Abtei Liesborn Wadersloh
- 1983: Leopold-Hoesch-Museum, Düren